# Elephant Stone
"Elephant Stone" é uma canção da banda britânica The Stone Roses. Foi o terceiro single lançado pelo grupo e o primeiro pela gravadora Silvertone Records. A faixa foi produzida por Peter Hook e lançada originalmente em outubro de 1988, pertencendo ao gênero neopsicodelia.

## Posição nas paradas musicais
| Parada (1990)                  | Melhor posição |
| ------------------------------ | -------------- |
| Austrália (ARIA)               | 86             |
| Irlanda (IRMA)                 | 4              |
| Reino Unido (UK Singles Chart) | 8              |